# Liev Schreiber

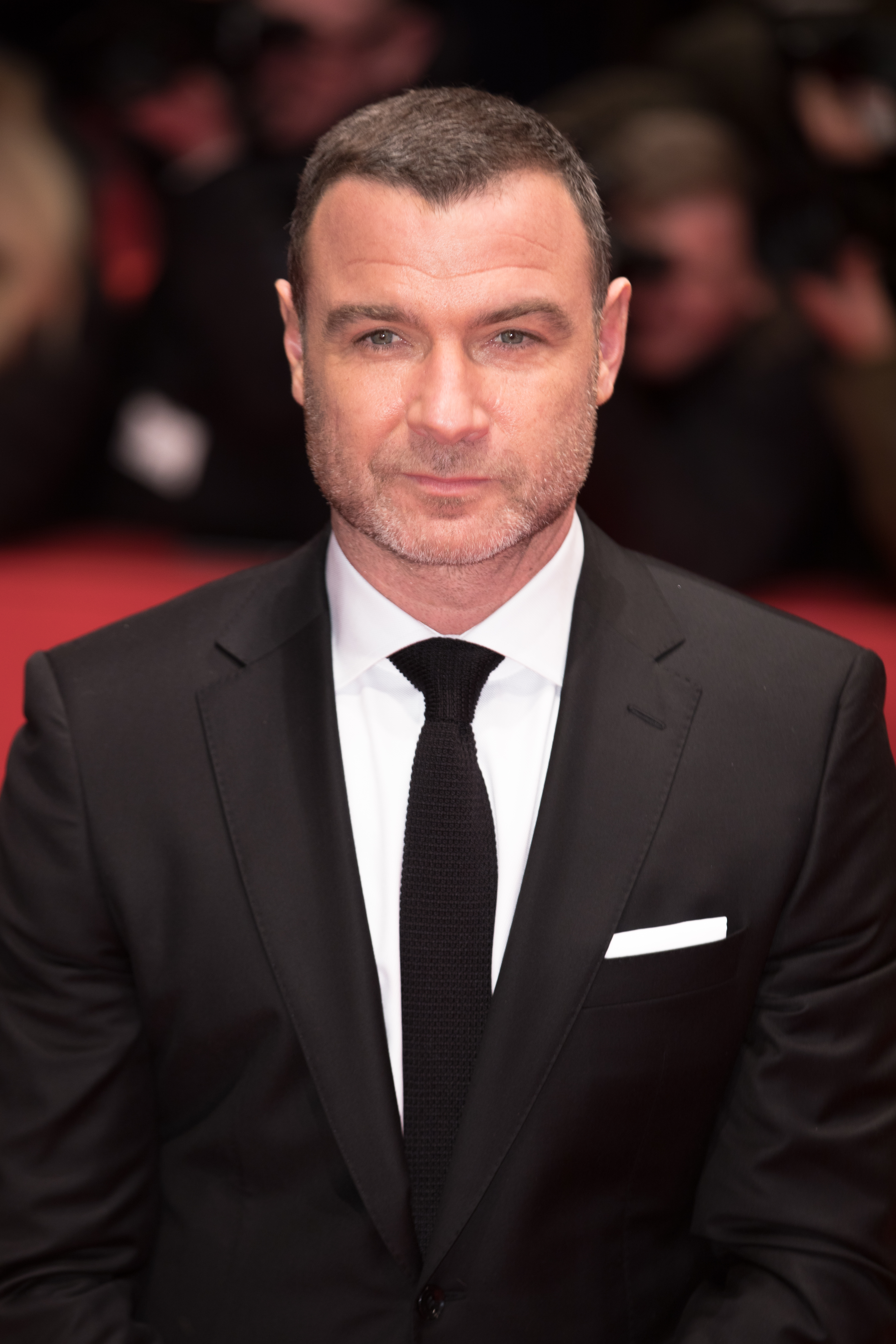
Liev Schreiber (2018)

Isaac Liev Schreiber (* 4. Oktober 1967 in San Francisco, Kalifornien) ist ein US-amerikanischer Schauspieler, Produzent, Regisseur und Drehbuchautor. Er wurde gegen Ende der 1990er und in den frühen 2000ern bekannt, als er in verschiedenen Independentfilmen spielte und später in Mainstream-Hollywood-Filmen, wie der Scream-Tetralogie oder Filmen wie Der Anschlag, X-Men Origins: Wolverine und Salt. Daneben ist Schreiber ein angesehener Theaterschauspieler, der in verschiedenen Broadway-Produktionen mitspielte und 2005 einen Tony Award gewann.

## Leben
Liev Schreiber ist der Sohn des Theaterschauspielers Tell Schreiber und seiner Frau Heather Schreiber, geb. Milgram. Nach seinem ersten Lebensjahr zog die Familie nach Kanada, ab dem fünften Lebensjahr lebte er in New York City. Seine Mutter lebt heute in einem Aschram in Virginia. Als Liev Schreiber ein Kind war, verbot sie ihm, Farbfilme zu sehen. So wurde Charlie Chaplin zu seinem Lieblingsschauspieler.
Aus einer späteren Beziehung seines Vaters ging der Halbbruder Pablo Schreiber hervor, der ebenfalls als Schauspieler tätig ist.

### Karriere
Schreiber begann am Hampshire College in Amherst, Massachusetts, mit der Schauspielerei. 1992 machte er seinen Abschluss an der Yale University School of Drama. Er besuchte auch die Royal Academy of Dramatic Art in London.
Anfangs erhielt er nur kleinere Rollen. Seinen ersten großen Erfolg feierte er in dem Horrorfilm Scream – Schrei! und später in den Fortsetzungen Scream 2 und Scream 3. Weitere Rollen waren die des Orson Welles im Film Citizen Kane – Die Hollywood-Legende – für die er sowohl eine Emmy- als auch eine Golden-Globe-Nominierung erhielt – und als Laertes in der Filmversion von Shakespeares Hamlet.
2005 gab Schreiber sein Regiedebüt mit der Verfilmung von Jonathan Safran Foers Debütroman Alles ist erleuchtet. 2006 war er für vier Folgen in der Fernsehserie CSI: Den Tätern auf der Spur zu sehen. Seit 2004 wirkte er in erfolgreichen Kino-Produktionen wie Der Manchurian Kandidat (2004), X-Men Origins: Wolverine (2009) und Salt (2010) mit.
Von 2013 bis 2020 verkörperte er die titelgebende Rolle des Ray Donovan. Er übernahm die Rolle erneut in dem Fernsehfilm Ray Donovan: The Movie (2022), der den Abschluss der Serie markierte.

### Privates
Schreiber war von 2005 bis 2016 mit der Schauspielkollegin Naomi Watts liiert. Die beiden haben zusammen zwei Kinder (geboren 2007 und 2008). Das zweite Kind, die Tochter Kai Schreiber, ist trans und modelt seit 2025.
Am 27. August 2023 gebar seine Ehefrau Taylor Neisen, die er im gleichen Jahr geheiratet hatte, eine Tochter names Hazel Bee.

## Auszeichnungen
- Tony Award 2005 für die Rolle als Richard Roma in Glengarry Glen Ross (Bester Nebendarsteller)
- Mitglied der American Academy of Arts and Sciences 2010
- Persol Tribute to Visionary Talent Award auf den 73. Internationalen Filmfestspiele von Venedig

## Deutsche Synchronstimme
Schreibers deutsche Synchronstimme stammt häufig von Marco Kröger oder Tobias Kluckert. In der Serie Ray Donovan lieh ihm Leon Boden seine Stimme.

## Filmografie (Auswahl)
- 1994: Lifesavers – Die Lebensretter (Mixed Nuts)
- 1995: Hier spricht Denise (Denise Calls Up)
- 1995: Buffalo Girls
- 1995: Mad Love – Volle Leidenschaft (Mad Love)
- 1996: Walking and Talking
- 1996: Seitensprung in Manhattan (The Daytrippers)
- 1996: Big Night
- 1996: Kopfgeld – Einer wird bezahlen (Ransom)
- 1996: Scream – Schrei! (Scream)
- 1997: Scream 2
- 1998: Phantoms
- 1998: Sphere – Die Macht aus dem All (Sphere)
- 1998: Im Zwielicht (Twilight)
- 1999: Jakob der Lügner (Jakob the Liar)
- 1999: Hurricane (The Hurricane)
- 1999: Citizen Kane – Die Hollywood-Legende (RKO 281)
- 2000: Hamlet
- 2000: Scream 3
- 2001: Kate & Leopold
- 2002: Der Anschlag (The Sum of All Fears)
- 2003: Hitler – Aufstieg des Bösen (Hitler: The Rise of Evil)
- 2004: Der Manchurian Kandidat (The Manchurian Candidate)
- 2005: Alles ist erleuchtet (Everything Is Illuminated), Regie
- 2006: Das Omen (The Omen)
- 2006: CSI: Vegas (CSI: Crime Scene Investigation, Fernsehserie, 4 Folgen)
- 2006: Der bunte Schleier (The Painted Veil)
- 2007: Das 10 Gebote Movie (The Ten)
- 2007: Die Liebe in den Zeiten der Cholera (Love in the Time of Cholera)
- 2008: Defiance – Für meine Brüder, die niemals aufgaben (Defiance)
- 2009: X-Men Origins: Wolverine
- 2009: Taking Woodstock
- 2010: Repo Men
- 2010: Eine Familie wie jede andere (Every Day)
- 2010: Salt
- 2011: Goon – Kein Film für Pussies (Goon)
- 2012: Mental
- 2012: The Reluctant Fundamentalist
- 2013: Movie 43
- 2013: Clear History
- 2013: The Last Days on Mars
- 2013: Der Butler (The Butler)
- 2013: Plötzlich Gigolo (Fading Gigolo)
- 2013–2020: Ray Donovan (Fernsehserie, 82 Folgen)
- 2014: Bauernopfer – Spiel der Könige (Pawn Sacrifice)
- 2015: Spotlight
- 2015: Creed – Rocky’s Legacy (Creed, Stimme)
- 2016: Die 5. Welle (The 5th Wave)
- 2016: Chuck – Der wahre Rocky (Chuck)
- 2017: Goon: Last of the Enforcers
- 2017: My Little Pony – Der Film (My Little Pony: The Movie, Stimme im Original)
- 2018: Isle of Dogs – Ataris Reise (Isle of Dogs, Stimme von Spots)
- 2018: Spider-Man: A New Universe (Spider-Man: Into the Spiderverse, Stimme von Kingpin)
- 2019: A Rainy Day in New York
- 2019: Human Capital
- 2021: The French Dispatch
- 2021: Don’t Look Up
- 2022: Across the River and Into the Trees
- 2022: Ray Donovan: The Movie
- 2023: Asteroid City
- 2023: Ein Funken Hoffnung – Anne Franks Helferin (A Small Light, Fernsehserie, 8 Folgen)
- 2023: Golda – Israels Eiserne Lady (Golda)
- 2024: Ein neuer Sommer (The Perfect Couple; Fernsehserie)